# Иван, Марьян
Марьян Иван (рум. Marian Ivan; род. 1 июня 1969) — румынский футболист, выступавший на позиции нападающего за сборную Румынии.

## Клубная карьера
Марьян Иван начинал свою карьеру футболиста в румынском клубе «Стяуа» из своего родного города. В 1989 году он перешёл в «Прогресул» из Брэилы. В 1991 году Иван провёл ряд матчей за греческий «Арис», после чего вернулся в Румынию, перейдя в стан «Брашова», за который регулярно забивал и также регулярно возвращался потом после периодов выступлений за другие клубы. Он успел поиграть за кипрский АЕП, греческий «Паниониос», бухарестское «Динамо» и китайский «Хэнань Цзянье».

## Карьера в сборной
25 мая 1994 года Марьян Иван дебютировал за сборную Румынии в домашнем товарищеском матче против команды Нигерии, выйдя в основном составе и будучи заменённым на 51-й минуте. 
Нападающий был включён в состав сборной Румынии на чемпионат мира по футболу 1994 года в США, но на поле в рамках турнира так и не вышел.

## Достижения
«Стяуа» 
- Чемпион Румынии: 1988/89
- Обладатель Кубка Румынии: 1988/89

Личные
- Почётный гражданин Бухареста: 1994[3]